# Monestir d'Alcobaça
El Monestir de Santa Maria d'Alcobaça, (en portuguès: Mosteiro de Santa Maria de Alcobaça) també coneguda com l'Abadia Real de Santa Maria d'Alcobaça és un monestir a Alcobaça a la Regió del Centre a Portugal. Forma part del Patrimoni de la Humanitat de la UNESCO des de 1989 Monument Nacional des de 1910.
Carta de donació dels Cotos de Alcobaça
| « | "Yo, D. Afonso, por la divina misericordia Rey de los Portugueses, junto con la Reina D. Mafalda, mi mujer y compañera en el reino, vos hacemos testamento y concedemos dominio, D. Bernardo, abad del Monasterio de Claraval, y a vuestros hermanos y a todos cuantos os sucedan en el futuro, de una heredad nuestra que tenemos (...) y el lugar que se llama Alcobaça, y os hacemos de él testamento i concesión, para remedio de nuestras almas, y las de nuestros antepasados, y para que se guarde, en el monasterio que allí se funde, perpetuo recuerdo nuestro (...)" | » |

## Història
És la primera obra plenament gòtica erigida a Portugal. El projecte va començar el 1153, l'any de la mort de sant Bernat, la construcció d'aquest edifici tardà diversos segles en ésser conclosa, el que n'explica el caràcter híbrid. La primera església, Alcobaça I, era d'estil Bernardí, mentre que Alcobaça II, construïda sobre els fonaments de la primera, sofrí la influència de Claravall III i, per tant, es relaciona directament amb l'art coetani de Borgonya i el nord de França, sense guardar gaire afinitat amb les esglésies tradicionals de l'època.
La fundació està lligada a una llegenda segons la qual seria el compliment d'un vot del primer Rei portuguès. Alfonso Henriques, a dalt de la Serra dos Albardos, al seu cosí Bernat, abat de Claravall. El rei hauria promès la donació a l'Orde del Cister de totes les terres que s'abastaven des del cim, en el cas de sortir victoriós de la batalla per la conquesta de Santarém, llavors ocupada pels àrabs.
Segons diu una altra llegenda, Alfons Enriques, en retornar victoriós, llençà la seva llança, la qual va caure als afores de Chiqueda, on per tant, s'hauria de construir el monestir. Però, tanmateix, els àngels, de nit, retiraren les fites, transportant-los fins a Alcobaça, on s'aixecà finalment el monestir cistercenc de Santa María. L'abadia rebé els primers monjos el 1223.

## Església
Fou el primer monument gòtic erigit a Portugal, envoltat per deu arcbotants en la capçalera. L'església abacial té planta de creu llatina, amb tres naus, transsepte i deambulatori o girola entorn de la capella major formant la capçalera. La majestuosa façana conserva de la traça original el pòrtic, el rosetó i els dos finestrals. La resta del frontispici és barroc i data de 1702, dissenyada per Fra Joäo Turriano. Es compon de dos baldaquins, on s'allotgen les estàtues de Sant Benet i Sant Bernat, i d'una balconada sobre el pòrtic, amb les estàtues de les quatre virtuts cardinals (Força, Prudència, Justícia i Temprança). Per a rematar el conjunt, entre els dos campanars, nínxol abriga a la Verge Maria, la Santa de devoció dels cistercencs.
El pòrtic és molt senzill, amb set columnetes (baquetones) llisses a cada banda i capitells amb motius vegetals que serveixen de suport a arquivoltes trencades, molt motllurades.

## Deambulatori
El cos del temple està voltat i les tres naus s'aixequen quasi a la mateixa altura. Els pilars presenten capitells sobris i senzills, decorats amb motius vegetals, que contrasten amb la sensació d'austeritat i grandària de les naus. La gran nau central, l'absis i el deambulatori són obra austera, clar reflex del pensament Bernardí que cerca la verticalitat i la sobrietat en la construcció, dirigida a l'eternitat.
Sant Bernat deia:
| « | Oh, vanitat de vanitats! Encara més bogeria que vanitat, les esglésies guspiregen per tots cantons, mentre els pobres passen fam […]! | » |

Per això, l'art cistercenc és un art sense faust, nu, que refusa l'adorn, d'acord amb l'esperit de renúncia dels monjos del Cister.

## El transsepte

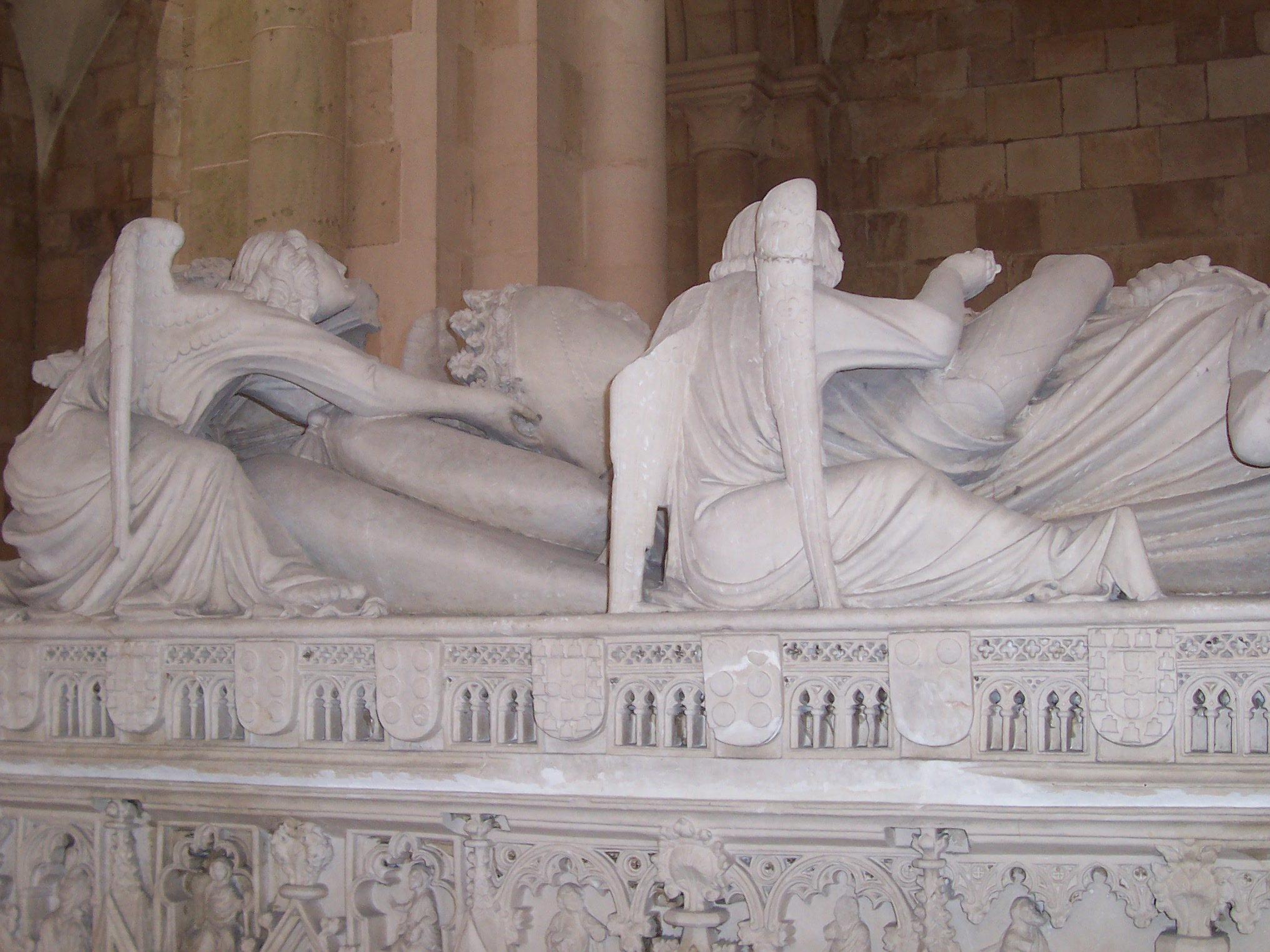
Tomba d'Agnès de Castro

En el transsepte, enfront un de l'altre, resten sepultats en dos sarcòfags primorosament treballats, el rei Pere I de Portugal i Agnès de Castro, els dos protagonistes de la més bella història d'amor de Portugal. Es tracta de dues obres mestres de valor universal. La decoració lateral del sepulcre de N'Agnès de Castro mostra escenes de la vida de Crist i la seva tràgica mort. En la capçalera, representa el Calvari i, als peus, el Judici Final, moment del futur retrobament dels amants.

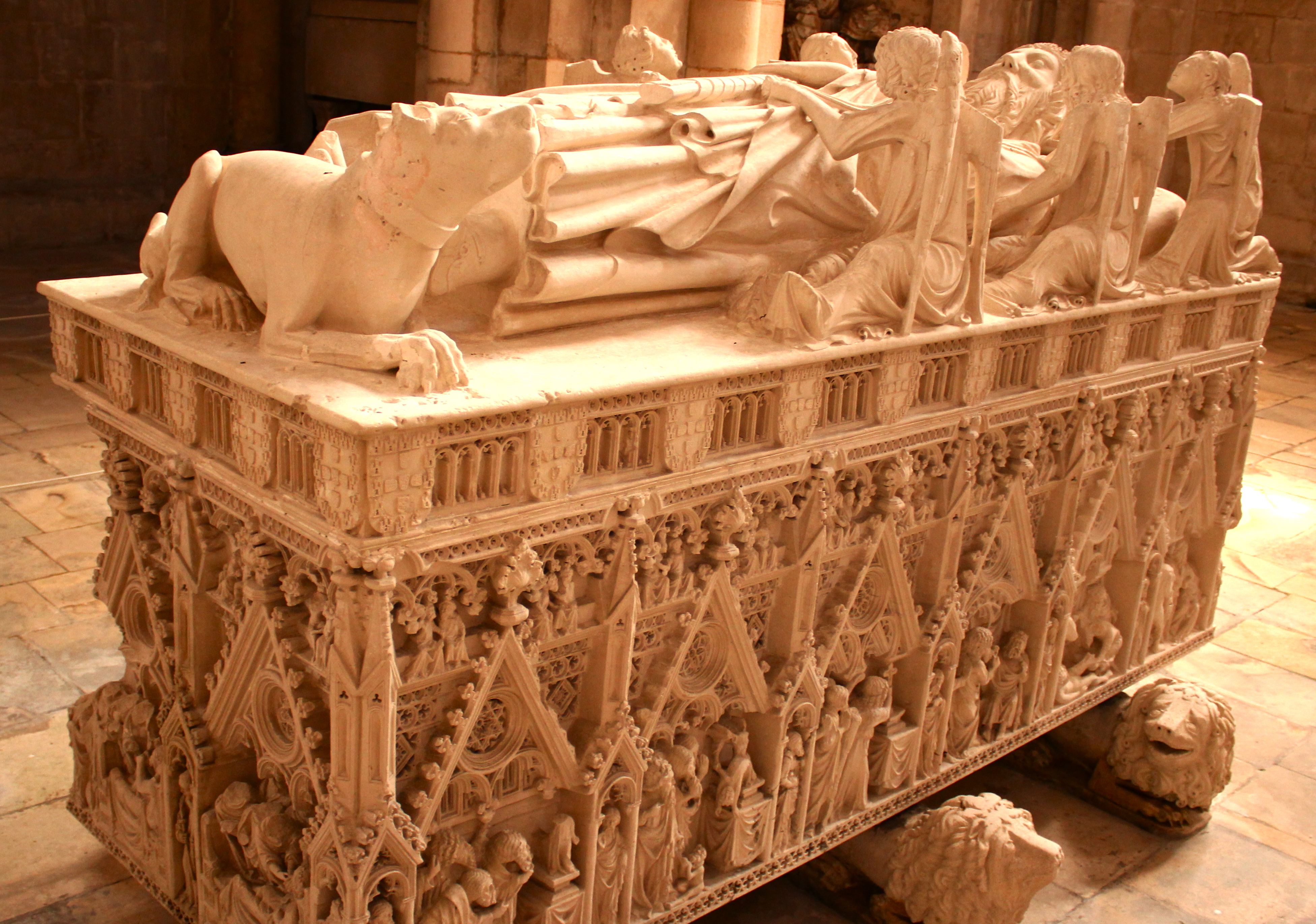
Tomba de Pere I de Portugal

El sepulcre d'En Pere I al·ludeix a la vida de Sant Bartomeu. Amb tot, la part més bella és la gran roseta esculpida en la capçalera: una meravellosa Roda de la vida la qual escenifica diversos episodis de la parella.
Encara en el transsepte, en el seu cantó sud, s'aixeca, en una capella, la bella composició anomenada Mort de Sant Bernat, esculpida pels monjos d'Alcobaça a finals del segle xvii.
A l'esquerra i dreta d'aquest grup escultòric apareixen els sepulcres dels reis Alfons II i Alfons III.
Envoltant la capella major, el deambulatori dona accés a nou capelles radials, decorades amb talles de fusta policromada dels segles XVII i XVIII. Una d'aquestes capelles desaparegué per a donar pas a l'atri de la nova sagristia, coberta per una volta manuelina de riquíssima creueria.

## La sagristia

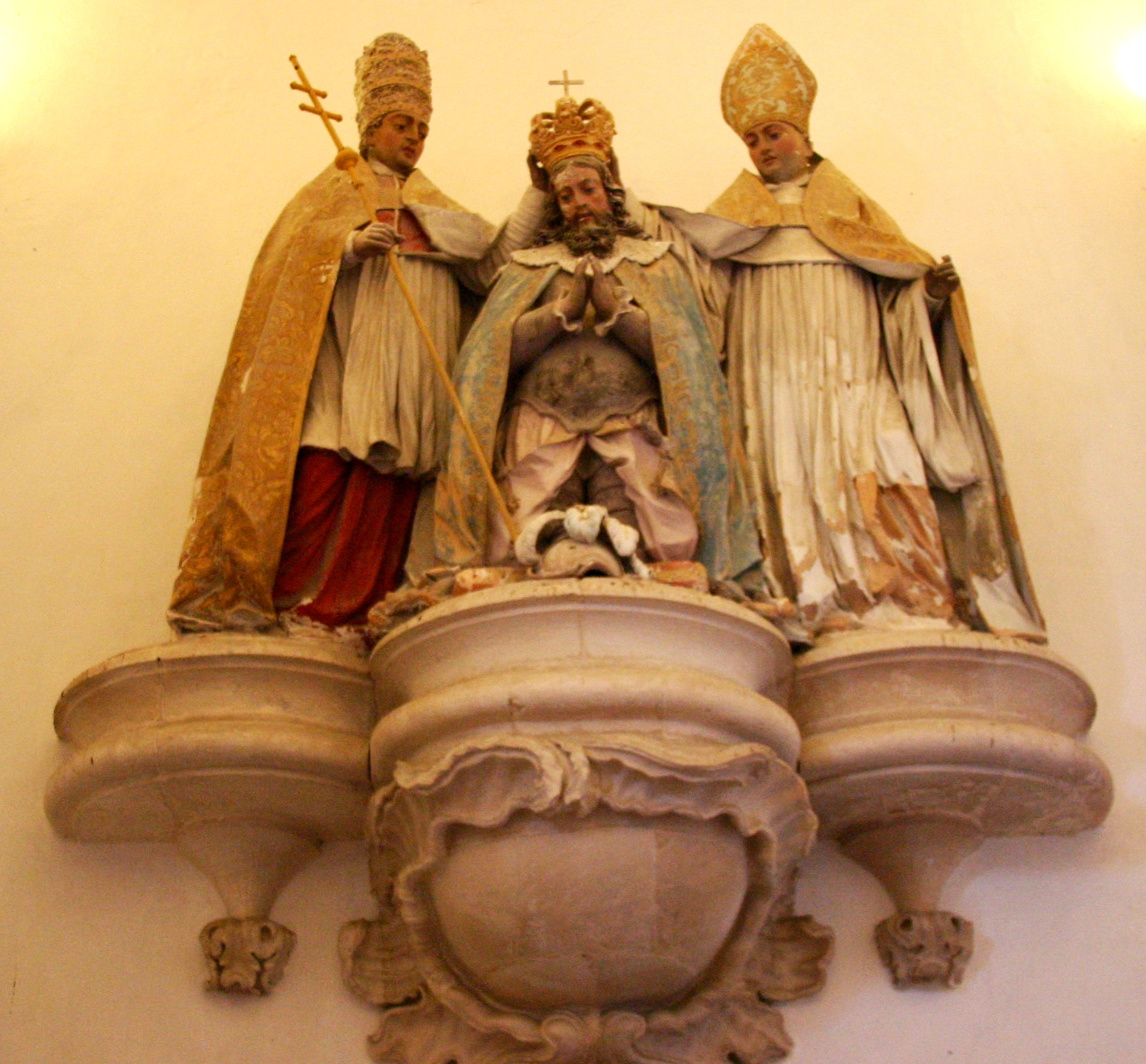
Estàtues de la sala dels Reis

La porta de la sagristia, amb motius renaixentistes i naturalistes, és tot el que resta de l'antiga sagristia d'estil manuelino, construïda sota el patronímic del rei Manuel I, i que s'ensorrà a conseqüència del terratrèmol de Lisboa de 1755. Representa dos arbres amb les arrels a la vista, els troncs nuosos i l'escorça copejada en les branques, les quals es dobleguen en els seus extrems, formant una llinda en contracorva.
Encara dintre l'atri, hi ha una porta quasi idèntica, que s'obre a la Capella del Senyor dels Passos i una altra, més senzilla, que dona accés al Jardí de les Murtes (o Arrayanes), on en una terrassa, s'hi troba la Capella de Nostra Senyora del Desterrament, petita joia del barroc, menada construir per fra Joäo Paim el 1690.
La construcció de la Sagristia fou ordenada per fra Manuel Barbosa, presenta un sostre bellament estucat. Al fons, s'hi troba una petita capella de planta poligonal, revestida de talla daurada, amb nínxols on s'ubiquen busts, reliquiaris i imatges de sants cistercencs. Menada construir per fra Constantino de S. Paio, que també és coneguda com a Mirall del Cel.
De retorn a l'ala nord, s'hi troba una porta que dona accés a la Sala dels Reis, anomenada així per tenir col·locades, en mènsules al llarg de les parets, les estàtues de tots els reis portuguesos fins Josep I. Són obra dels monjos escultors en fang del segle xvii, tal com el grup de la Coronació d'Alfonso Enriques pel Papa, existent en la mateixa sala. Grans panells de rajoles blaves i blanques, del Juncal, revesteixen el sòcol de les parets, narrant episodis llegendaris de la fundació del monestir.

## El claustre

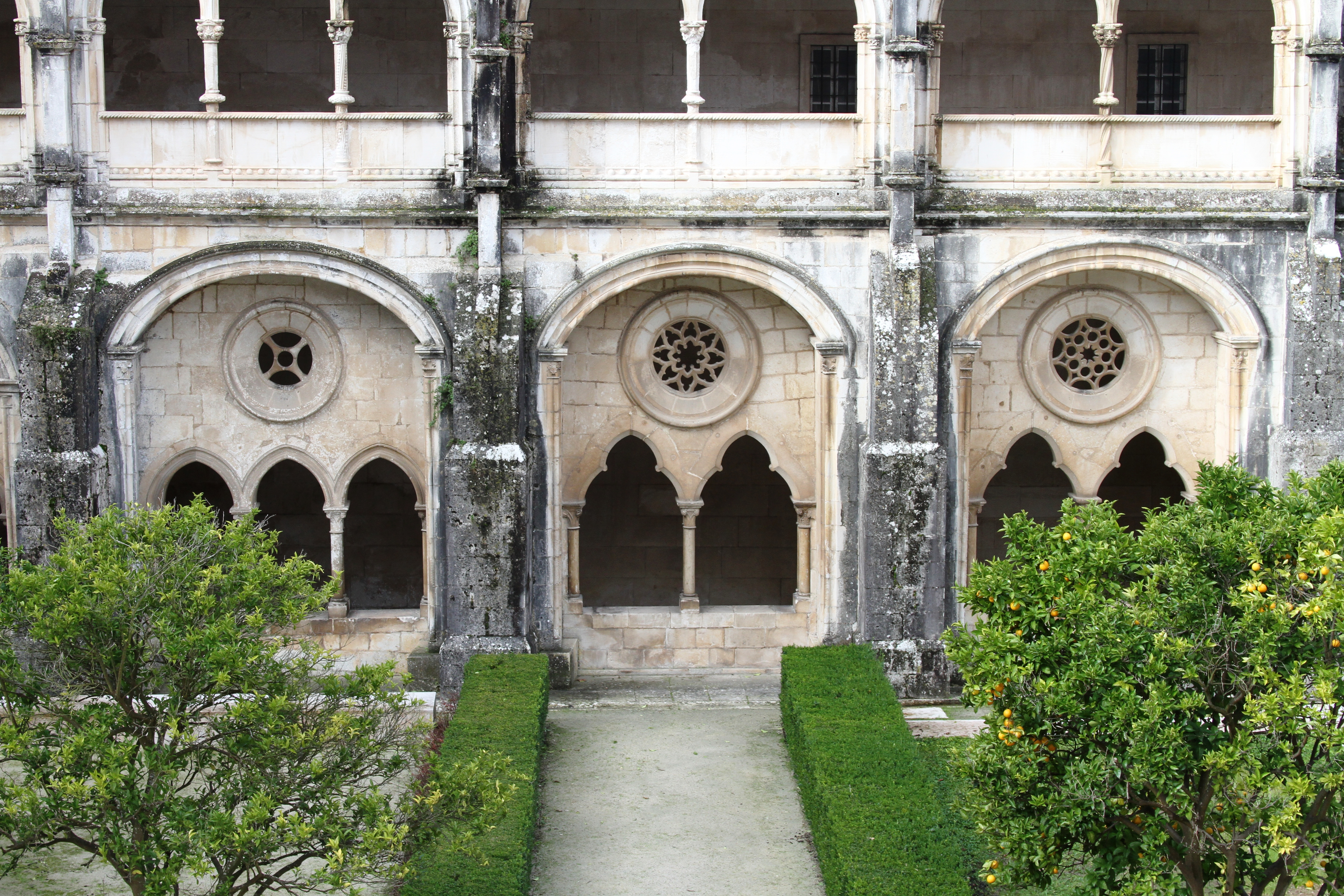
Detall del claustre del rei Dionís

El Claustre de forma quadrada, obert sota la cúpula del cel, representa la unió de la terra amb el cel, símbol de la intimitat amb el diví i representació del Paradís.
Una porta dona accés al Claustre del silenci o de Dionís I, el rei que en va ordenar la construcció. Majestuós i sobri, dona una sensació de recolliment, silenci i renuncia… La pau envaeix els cors i invita a l'obediència a la regla, a l'abat i a la jerarquia del monestir. De forma quadrangular, està format per quatre galeries que donen a un bell jardí. La primera, l'anomenat Claustre de Lectura, és anomenada així perquè antigament els monjos s'hi assentaven per a llegir les Sagrades Escriptures. L'abat seia en una cadira sota una imatge, extraordinàriament bella, de la Verge, doncs formava part de la tradició cistercenca que fos col·locada al bell mig del claustre una imatge de la verge Maria, l'anomenada Senyora del Claustre.

## Sala Capitular
A continuació del Claustre de Lectura hi ha, en el cantó oriental, el del Capítol, on hi ha la Sala capitular. Aquí es reunien els monjos, sota la presidència de l'abat, prenien en assemblea les decisions sobre la vida comunitària i escoltaven les lectures de la Regla de sant Benet (capitulum de la regla). Era, així, el verdader centre espiritual de la comunitat.
És una sala quadrada, dividida en tres naus, coberta per sencer per voltes ogivals, recolzada en quatre pilars fasciculats que simulen airoses palmeres.
Després d'aquesta sala es passa, pel costat del Locutori (avui botiga), fins a les escales d'accés al Dormitori, i s'arriba a la Sala dels Monjos o Sala Gran. Era aquí on treballaven els monjos quan el mal temps els retenia dintre del monestir. Més tard, es convertí en el celler del Monestir.
Presenta cinc graons per a vèncer el desnivell del terreny i està dividit en tres naus de sis trams cadascuna. La volta és de creueria ogival.

## Refectori

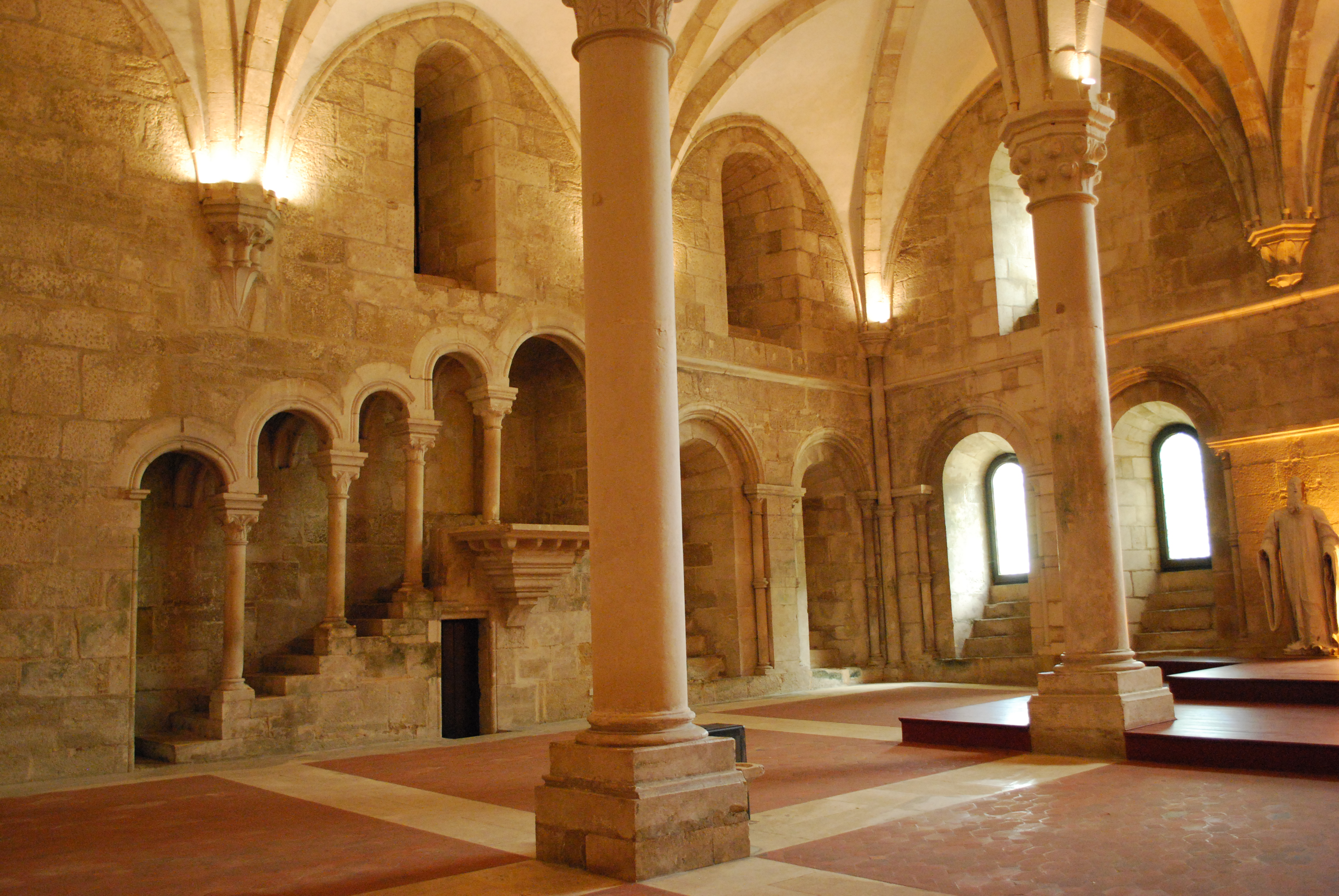
Refectori

La galeria nord dona accés al Claustre del Refectori, també anomenat el Claustre de la Sexta, doncs ací era on es reunien els monjos després dels oficis de l'Hora Sexta (migdia). Primer hi ha la Cuina Nova, construcció del segle xviii que compta amb una gran xemeneia central, on es deia que s'hi podia rostir un bou sencer. Al fons, hi ha un petit aljub, on hi corre un braç del riu Alcoa.
Revestida de rajoles que daten de 1752, ocupa l'espai de l'antic Calefactor i un petit pati annex.
A l'entrada, del cantó dret, hi ha una via d'accés a una escala de cargol que comunica amb el Claustre Manuelino i Dormitori dels Frares.
A continuació hi ha la porta del Refectori, que dona entrada a la sala més bella del monestir. Està dividida per dues files de quatre columnes, formant tres naus de cinc trams, cobertes per voltes de creueria ogival. Una de les peces més belles d'aquest conjunt és la trona del lector. S'accedia a la trona per una escala, realçada per cinc arcs que reposen sobre unes estilitzades columnes. Durant els apats, s'hi llegien a alta veu texts sagrats.
Enfront la porta del Refectori, hi ha el Lavatori, de planta pentagonal amb obertures sobreposades de finestres. Una font d'ablucions, renaixentista, ocupa el centre de l'espai. Era allà on acudien els frares abans de menjar i on periòdicament es feien les tonsures. L'aigua que brollava de la font significava la puresa que tant anhelaven els cistercencs i, per això, el Lavatori ocupava un lloc important en la vida del monestir.

## Dormitori

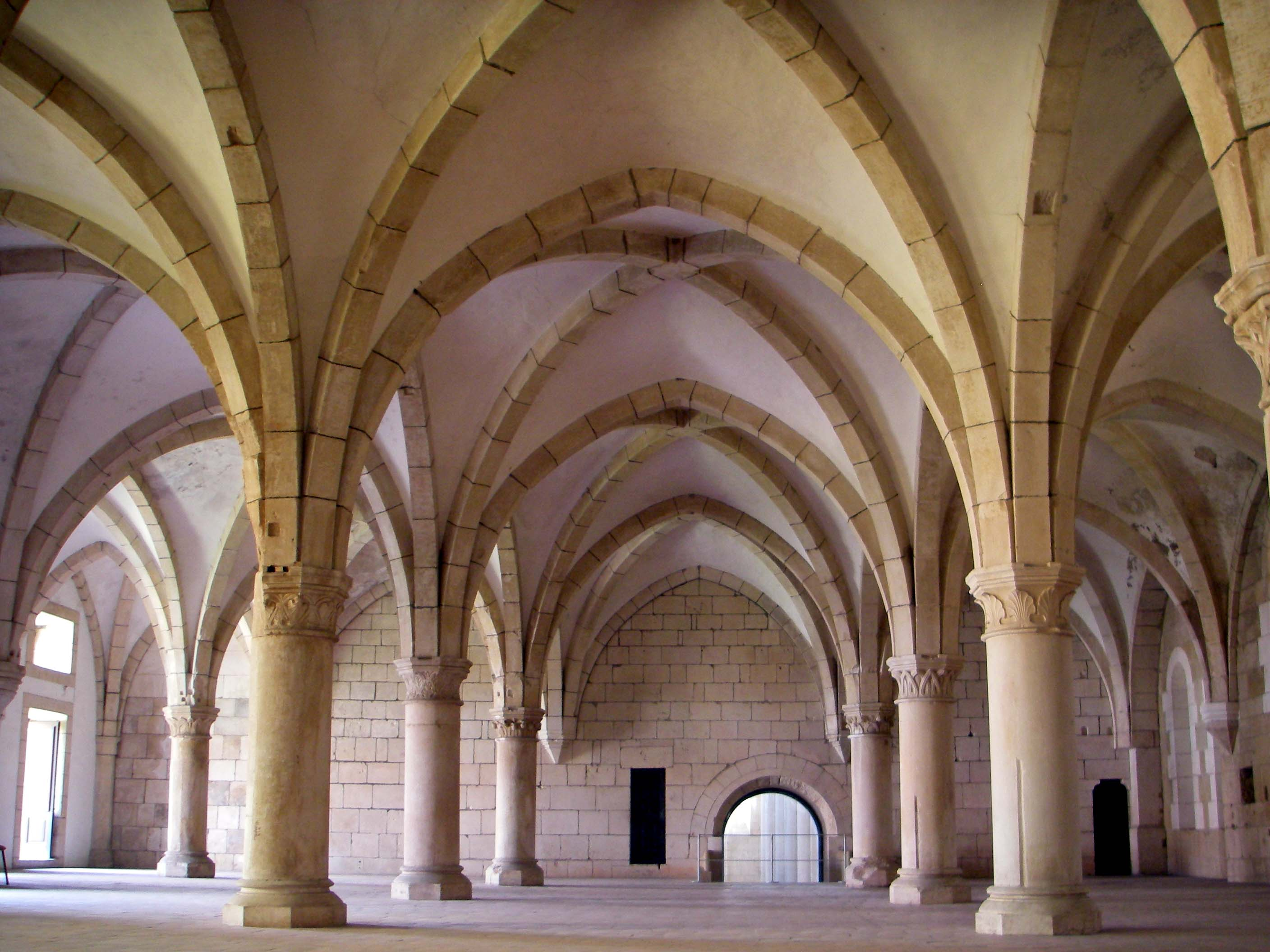
Dormitori

Retornant al Claustre del Capítol i pujant les escales d'accés al Dormitori, hi ha una bella sala medieval, que ocupa tota la primera planta per sobre de la Sala Capitular. En aquesta hi dormien els monjos, completament vestits i llestos per aixecar-se i baixar a l'església per assistir als oficis nocturns. L'accés al transsepte es feia per mitjà d'unes escales, avui incompletes.
Una petita porta a l'oest dona pas al claustre manuelino, menat erigir per Manuel I, sota la direcció del mestre Nicolás Chanterenne. La distància entre les obertures no sempre corresponen a les del claustre inferior. Els arcs de mitja volta, molt esvelts i emmarcats per arcs abatuts, reposen sobre estilitzades columnes, amb capitells adornats amb elements vegetals del gòtic tardà o mascares de les que brollen fulles.
En la part superior i culminant els contraforts, s'hi poden observar les gàrgoles gòtiques, representant motius zoomòrfics.
El 1834, els monjos es van veure obligats a abandonar el monestir, seguint el decret de supressió dels ordes religiosos a Portugal, promulgada per Joaquim António d'Aguiar, Ministre de Justícia i el govern eclesiàstic de la regència de Pere I del Brasil i IV de Portugal.